# Орсара ди Пуља
Орсара ди Пуља (итал. Orsara di Puglia) је насеље у Италији у округу Фођа, региону Апулија.
Према процени из 2011. у насељу је живело 2522 становника. Насеље се налази на надморској висини од 683 м.

## Становништво
Према резултатима пописа становништва 2011. у општини је живело 2.914 становника.
| 1931. | 1936. | 1951. | 1961. | 1971. | 1981. | 1991. | 2001. | 2011. |
| ----- | ----- | ----- | ----- | ----- | ----- | ----- | ----- | ----- |
| 6.421 | 6.910 | 7.495 | 5.804 | 4.211 | 4.003 | 3.530 | 3.313 | 2.914 |